# Прео-дю-Перш
Прео́-дю-Перш (фр. Préaux-du-Perche) — колишній муніципалітет у Франції, у регіоні Нормандія, департамент Орн. Населення — 538 осіб (2011).
Муніципалітет був розташований на відстані близько 135 км на південний захід від Парижа, 125 км на південний схід від Кана, 50 км на схід від Алансона.

## Історія
До 2015 року муніципалітет перебував у складі регіону Нижня Нормандія. Від 1 січня 2016 року належав до нового об'єднаного регіону Нормандія.
1 січня 2016 року Прео-дю-Перш, Колонар-Корюбер, Дансе, Носе, Сент-Обен-де-Груа i Сен-Жан-де-ла-Форе було об'єднано в новий муніципалітет Перш-ан-Носе.

## Демографія
Динаміка населення (INSEE ):
Розподіл населення за віком та статтю (2006):
| Стать | Всього | До 15 років | 15-24 | 25-44 | 45-64 | 65-85 | Понад 85 |
| --- | ------ | ----------- | ----- | ----- | ----- | ----- | -------- |
| Чоловіки | 277    | 71          | 33    | 91    | 58    | 24    | 0        |
| Жінки | 279    | 57          | 33    | 100   | 61    | 28    | 0        |
| \| Статево-вікова піраміда \| Статево-вікова піраміда \| Статево-вікова піраміда \| \| ----------------------- \| ----------------------- \| ----------------------- \| \| Чоловіки \| Вік \| Жінки \| \| 0 \| 85 + \| 0 \| \| 4 \| 80-84 \| 4 \| \| 8 \| 75-79 \| 4 \| \| 0 \| 70-74 \| 16 \| \| 12 \| 65-69 \| 4 \| \| 4 \| 60-64 \| 12 \| \| 12 \| 55-59 \| 12 \| \| 21 \| 50-54 \| 16 \| \| 21 \| 45-49 \| 21 \| \| 12 \| 40-44 \| 33 \| \| 33 \| 35-39 \| 21 \| \| 21 \| 30-34 \| 21 \| \| 25 \| 25-29 \| 25 \| \| 12 \| 20-24 \| 8 \| \| 21 \| 15-20 \| 25 \| \| 21 \| 10-14 \| 16 \| \| 21 \| 5-9 \| 16 \| \| 29 \| 0-4 \| 25 \| |        |             |       |       |       |       |          |
| Статево-вікова піраміда |        |             |       |       |       |       |          |
| Чоловіки | Вік    | Жінки       |       |       |       |       |          |
| 0 | 85 +   | 0           |       |       |       |       |          |
| 4 | 80-84  | 4           |       |       |       |       |          |
| 8 | 75-79  | 4           |       |       |       |       |          |
| 0 | 70-74  | 16          |       |       |       |       |          |
| 12 | 65-69  | 4           |       |       |       |       |          |
| 4 | 60-64  | 12          |       |       |       |       |          |
| 12 | 55-59  | 12          |       |       |       |       |          |
| 21 | 50-54  | 16          |       |       |       |       |          |
| 21 | 45-49  | 21          |       |       |       |       |          |
| 12 | 40-44  | 33          |       |       |       |       |          |
| 33 | 35-39  | 21          |       |       |       |       |          |
| 21 | 30-34  | 21          |       |       |       |       |          |
| 25 | 25-29  | 25          |       |       |       |       |          |
| 12 | 20-24  | 8           |       |       |       |       |          |
| 21 | 15-20  | 25          |       |       |       |       |          |
| 21 | 10-14  | 16          |       |       |       |       |          |
| 21 | 5-9    | 16          |       |       |       |       |          |
| 29 | 0-4    | 25          |       |       |       |       |          |

## Економіка
2010 року серед 363 осіб працездатного віку (15—64 років) 287 були активними, 76 — неактивними (показник активності 79,1%, у 1999 році було 78,7%). З 287 активних мешканців працювало 258 осіб (144 чоловіки та 114 жінок), безробітними було 29 (12 чоловіків та 17 жінок). Серед 76 неактивних 27 осіб було учнями чи студентами, 30 — пенсіонерами, 19 були неактивними з інших причин.

У 2010 році в муніципалітеті числилось 212 оподаткованих домогосподарств, у яких проживали 558,0 особи, медіана доходів виносила 18 172 євро на одного особоспоживача